# Leiophron brevipetiolata
Leiophron brevipetiolata är en stekelart som beskrevs av Loan 1974. Leiophron brevipetiolata ingår i släktet Leiophron och familjen bracksteklar. Inga underarter finns listade i Catalogue of Life.